# Riksklämman

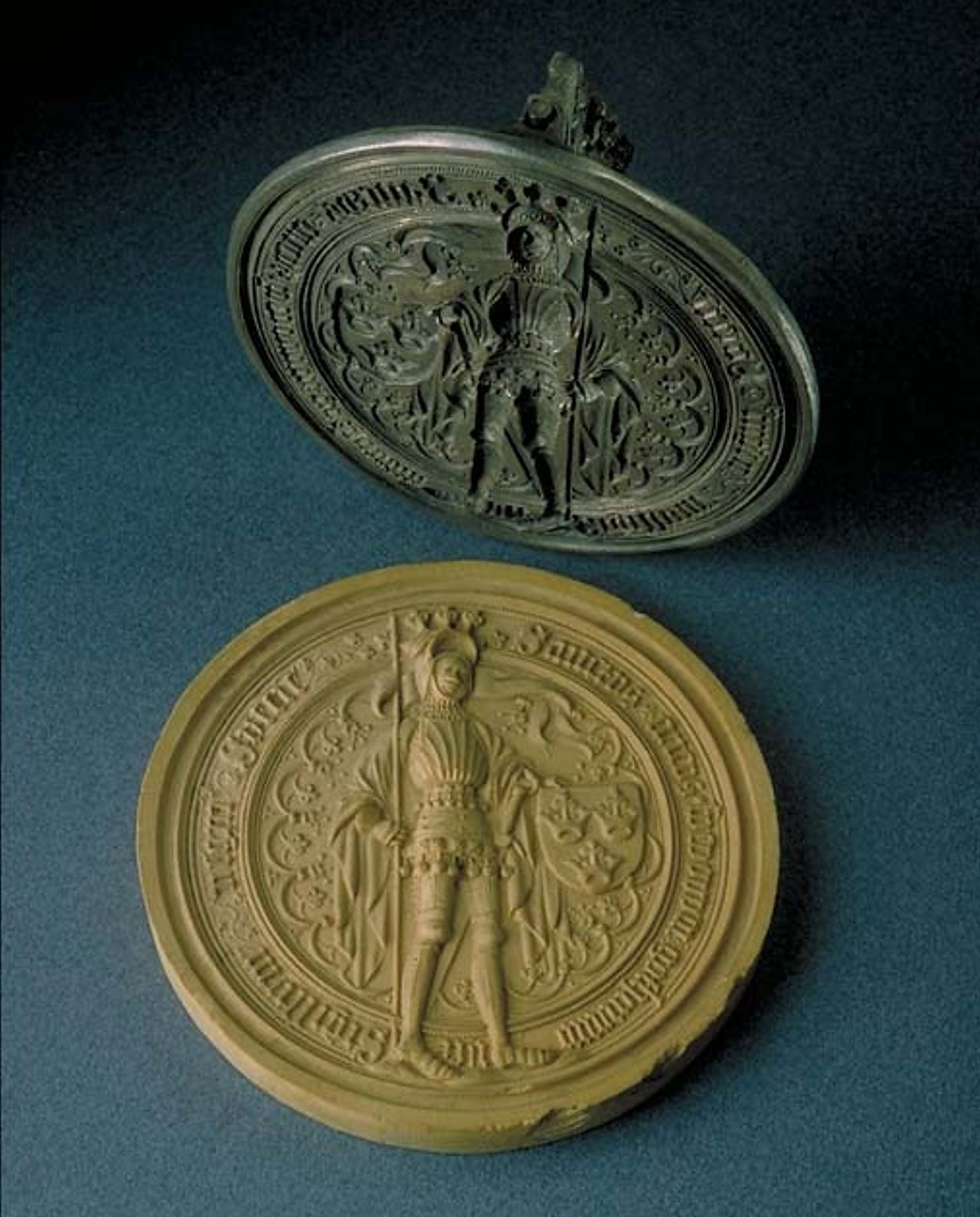
Avtryck av riksklämman, rikssigillet.

Riksklämman (danska: rigens klemme) kallades i äldre tider i Skandinavien rikets stora sigill efter den stamp med vilken sigillet påtrycktes. Ordet ”klämma” kommer av att två vaxklumpar klämdes ihop omkring ett band, som syddes fast på nederdelen av ett dokument.

## Sverige
Det första svenska rikssigillet tillverkades 1436. Tidigare sigill hade varit kungens personliga. Det uppror som letts av Engelbrekt, Erik Puke och Karl Knutsson hade dock degraderat kung Erik av Pommern till en bifigur, vars namn inte längre var pålitligt. Riksrådet med Karl Knutsson i ledningen lät därför 1436 tillverka en sigillstamp, för att besegla rådets beslut. Den första dokumenterade användningen är från 1439 och det användes till 1523.
Sigillstampen ("klämman") var av silver. Avtrycket, själva sigillet, hade diametern 9,1 cm och tjockleken 0,4 cm. Bilden föreställer Erik den helige i pansarrustning och krönt hjälm. Han håller en sköld med tre kronor (Sveriges lilla riksvapen) i vänstra handen och en lång stav med en utdragen tvåtungad vimpel i den andra. Bilden rundas av omskriften: Sanctus ericus svevorum gothorum rex Sigillum regni Svecie ("Sankt Erik svears och götars konung Sveriges sigill").